# الأمل الرياضي بحفوز
الأمل الرياضي بحفوز، هو نادي كرة قدم تونسي تأسس سنة 1962 في حفوز، ولاية القيروان.
يرأس النادي حاليا محمد الطيب الكسابي ويدربه علي الرويني.
ويلعب مباراياته المحلية في الملعب البلدي بحفوز الذي تبلغ سعته 1000 متفرج.

## وصلات خارجية
- صفحة الأمل الرياضي بحفوز على موقع كوووة.
- الموقع الرسمي للجامعة التونسية لكرة القدم.